# Ohara Shoki
Shoki Ohara (sinh ngày 28 tháng 8 năm 1999) là một cầu thủ bóng đá người Nhật Bản.

## Sự nghiệp câu lạc bộ
Shoki Ohara đã từng chơi cho Mito HollyHock.